# Heinrich Hoffmann (Fotograf)

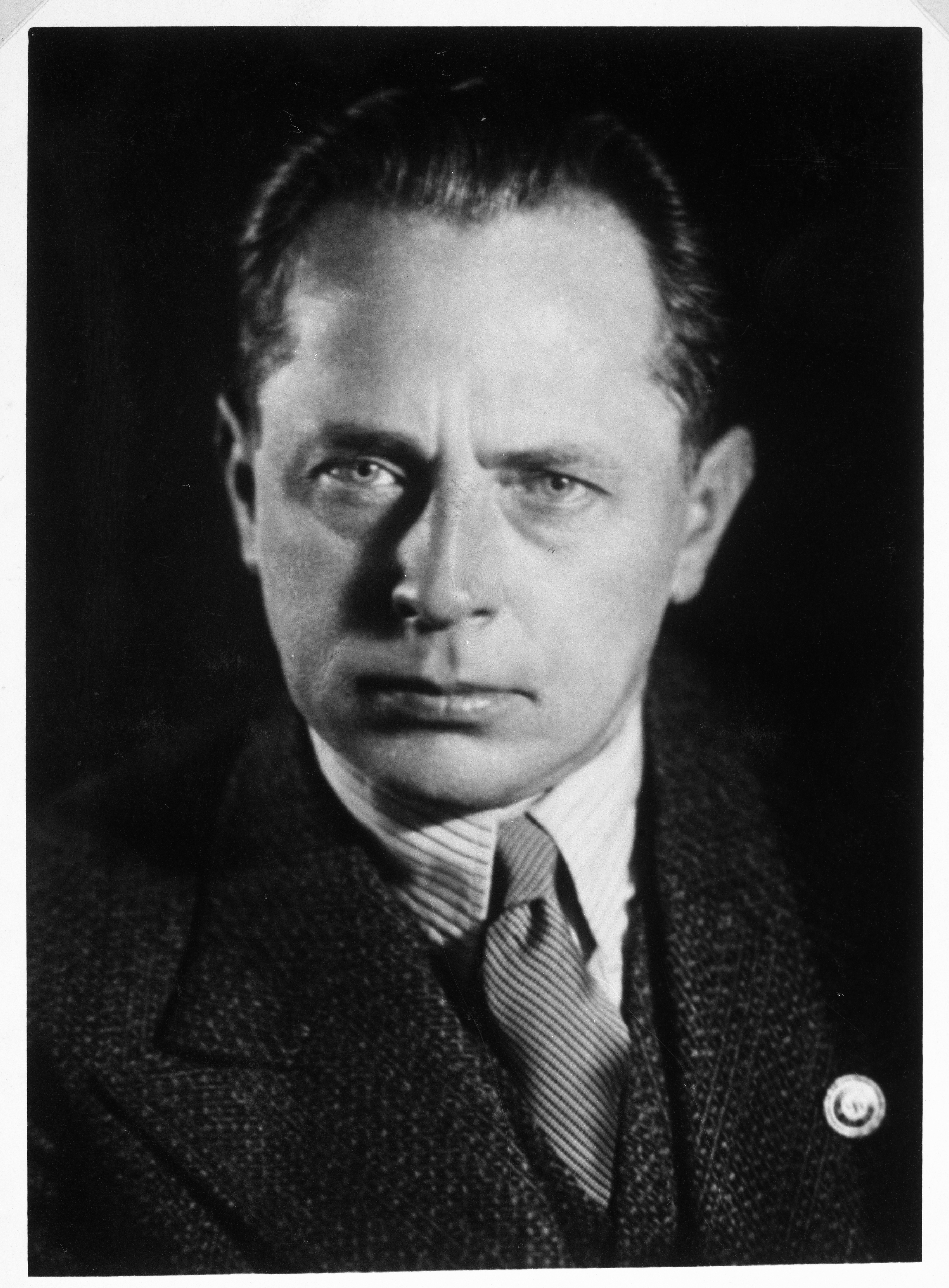
Heinrich Hoffmann, späte 1930er Jahre

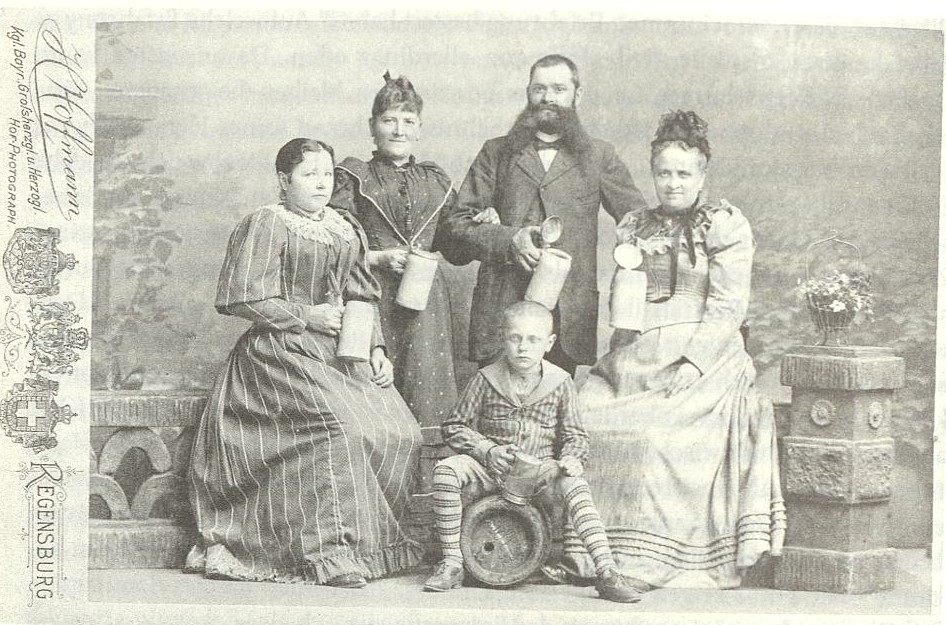
Heinrich Hoffmann zu Füßen seiner Eltern im Fotoatelier seines Onkels Robert Hoffmann (um 1890)

Heinrich Hoffmann (* 12. September 1885 in Fürth; † 16. Dezember 1957 in München) war ein deutscher Fotograf, nationalsozialistischer Politiker und Herausgeber, der als Fotograf Adolf Hitlers bekannt wurde. Mit seiner fotografischen und verlegerischen Tätigkeit hatte er einen entscheidenden Anteil am Auf- und Ausbau der NS-Propaganda und der „Etablierung des Führermythos“.

## Kindheit, Jugend und Ausbildung
Heinrich Hoffmann war einziges Kind des Fotografen Robert Hoffmann und seiner Frau Maria, geb. Kargl. Im Betrieb des Vaters und des Onkels Heinrich Hoffmann in Regensburg, der drei Hoffotografentitel erhalten hatte, absolvierte er die Lehre. Sein Wunsch, Malerei zu studieren, scheiterte angeblich am Widerstand des Vaters. Hoffmann lernte bei dem Heidelberger Universitätsfotografen Langbein sowie im Fotoatelier Theobald in Frankfurt am Main. In der Sommersaison 1903 bis 1906 arbeitete er beim „Kaiserfotografen“ Thomas Voigt in Bad Homburg. Nachdem er bei Camillo Ruf in Zürich gearbeitet und in den Münchner Fotoateliers Elvira und Reutlinger als Gehilfe tätig gewesen war, wurde er Mitarbeiter des Pressefotografen Emil Otto Hoppé in London. Hoffmann fotografierte für Scotland Yard und steuerte Aufnahmen zu Hoppés Bildband Berühmte Zeitgenossen des 20. Jahrhunderts bei. Er machte Erfahrungen mit Sensationsfotografie und ließ sich 1909 in München nieder.
Hoffmann eröffnete ein eigenes Atelier in der Schellingstraße 33 und arbeitete als Werbe-, Porträt- und Pressefotograf. 1911 heiratete er in München Therese „Nelly“ Baumann, mit der er zwei Kinder hatte: Henriette (1913–1992) und Heinrich (* 24. Oktober 1916 – 14. September 1988). Henriette heiratete am 31. März 1932 den späteren Reichsjugendführer Baldur von Schirach. 1913 gründete Hoffmann den Bilderdienst Photobericht Hoffmann und spezialisierte sich auf Pressefotografien und Porträts. Zudem leitete er einen großen Postkartenvertrieb und belieferte neben der Münchner Illustrierten Zeitung auch Agenturen in Berlin und im Ausland, so auch in Österreich.
Am 2. August 1914 – kurz nach Ausbruch des Ersten Weltkriegs – fotografierte Hoffmann die allgemeine Begeisterung auf dem Odeonsplatz in München. Auf dieser Schwarz-Weiß-Aufnahme wurde später Adolf Hitler identifiziert; möglicherweise handelt es sich jedoch um eine Fälschung. Bis 1917 war er als selbständiger Kriegsfotograf tätig. Im August 1917 wurde Hoffmann als ungedienter Landsturmmann zur „Fliegerersatzabteilung I“ eingezogen und an die Westfront kommandiert. 1918 nahm er nach Kriegsende seine Tätigkeit als Pressefotograf wieder auf und berichtete über die Münchner Räterepublik 1919.

## Karriere im Nationalsozialismus

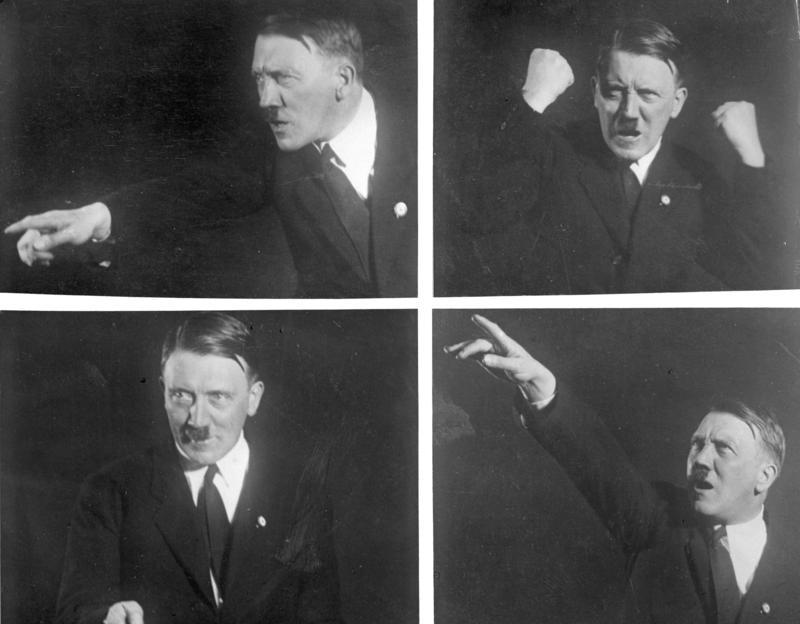
Adolf Hitler übt Posen für seine Reden 1927

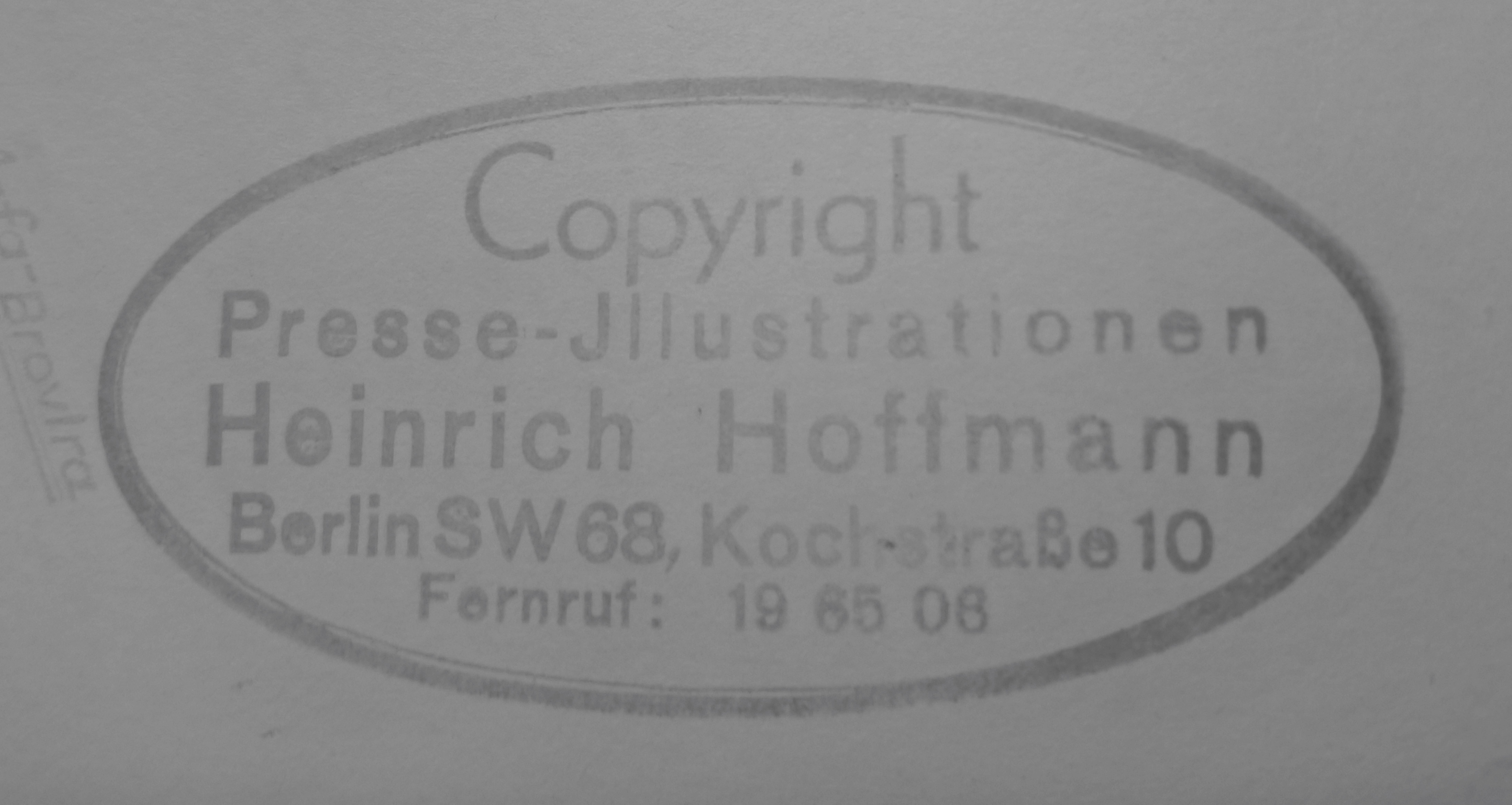
Copyright Stempel Presse-Illustrationen Heinrich Hoffmann in Berlin

Hoffmann trat 1919 einer Einwohnerwehr bei und veröffentlichte die rechtskonservative Bildbroschüre Ein Jahr bayrische Revolution im Bilde. Gleichzeitig begann seine Freundschaft mit Dietrich Eckart, dem Herausgeber des Völkischen Beobachters. Hoffmann lernte 1919 Adolf Hitler kennen, trat zum 6. April 1920 der NSDAP bei (Mitgliedsnummer 925) und übernahm den Alleinvertrieb der von Eckart herausgegebenen antisemitischen Zeitschrift Auf gut deutsch. Er begann Parteigrößen zu fotografieren, unter ihnen Hermann Göring, Rudolf Heß und bald darauf auch Hitler, dessen Fotograf er wurde.
Hoffmann nahm am Hitlerputsch von 1923 als Bildberichterstatter teil. Er engagierte sich ab dem 29. Juli 1924 neben Julius Streicher und Hermann Esser im Vorstand der Großdeutschen Volksgemeinschaft, einer Tarnorganisation der nach dem Putsch verbotetenen NSDAP, und trat zum 24. März 1925 in die neu gegründete Partei ein (Mitgliedsnummer 59). Bald nach dem gescheiterten Putsch erschienen Hoffmanns erste Hitlerporträts. Eines zeigt Hitler im Kreis seiner Mitgefangenen in der Festung Landsberg. Jedes Porträtfoto von Hitler stammte von Hoffmann. 1924 gab er die Bildbroschüre Deutschlands Erwachen in Bild und Wort heraus und war 1926 an der Gründung des nationalsozialistischen Wochenblattes Illustrierter Beobachter maßgeblich beteiligt. 1929 operierte er als Repräsentant der NSDAP im Oberbayerischen Kreistag und gehörte von Dezember 1929 bis Dezember 1933 dem Münchner Stadtrat an. Seine Frau Therese starb 1928. Seine zweite Ehefrau wurde die Komponistin Erna Gröbke, Tochter des Opernsängers Adolf Gröbke.
Nachdem Hoffmann sein Atelier zunächst von der Schellingstraße 33 in die Schellingstraße 50 verlegt hatte, mithin in das gleiche Gebäude, in dem von 1925 bis 1931 die NSDAP-Parteizentrale untergebracht war, gründete er im Oktober 1929 das „Photohaus Hoffmann“ an der Ecke Theresien-/Amalienstraße. Unter den neuen Mitarbeitern dort befand sich auch die 17-jährige Eva Braun, die von 1929 an bei Hoffmann eine Lehre machte und dort vermutlich im Oktober 1929 erstmals Adolf Hitler begegnete.
Hoffmann betrieb propagandistische Bildberichterstattung. In seinem Verlag Heinrich Hoffmann. Verlag national-sozialistische Bilder beschäftigte er bis zu 300 Mitarbeiter und konnte durch den Vertrieb von Fotobildbänden im Dienste der NSDAP bald Umsätze in der Höhe von Millionen Reichsmark verbuchen, da nach dem Urheberrecht Zahlungen an ihn flossen. Er publizierte unter anderem Ein Volk ehrt seinen Führer oder einen Bildband Die olympischen Spiele 1936. Da ihn diese Arbeit immer stärker forderte, legte Hoffmann 1933 sein Münchner Stadtratsmandat nieder.

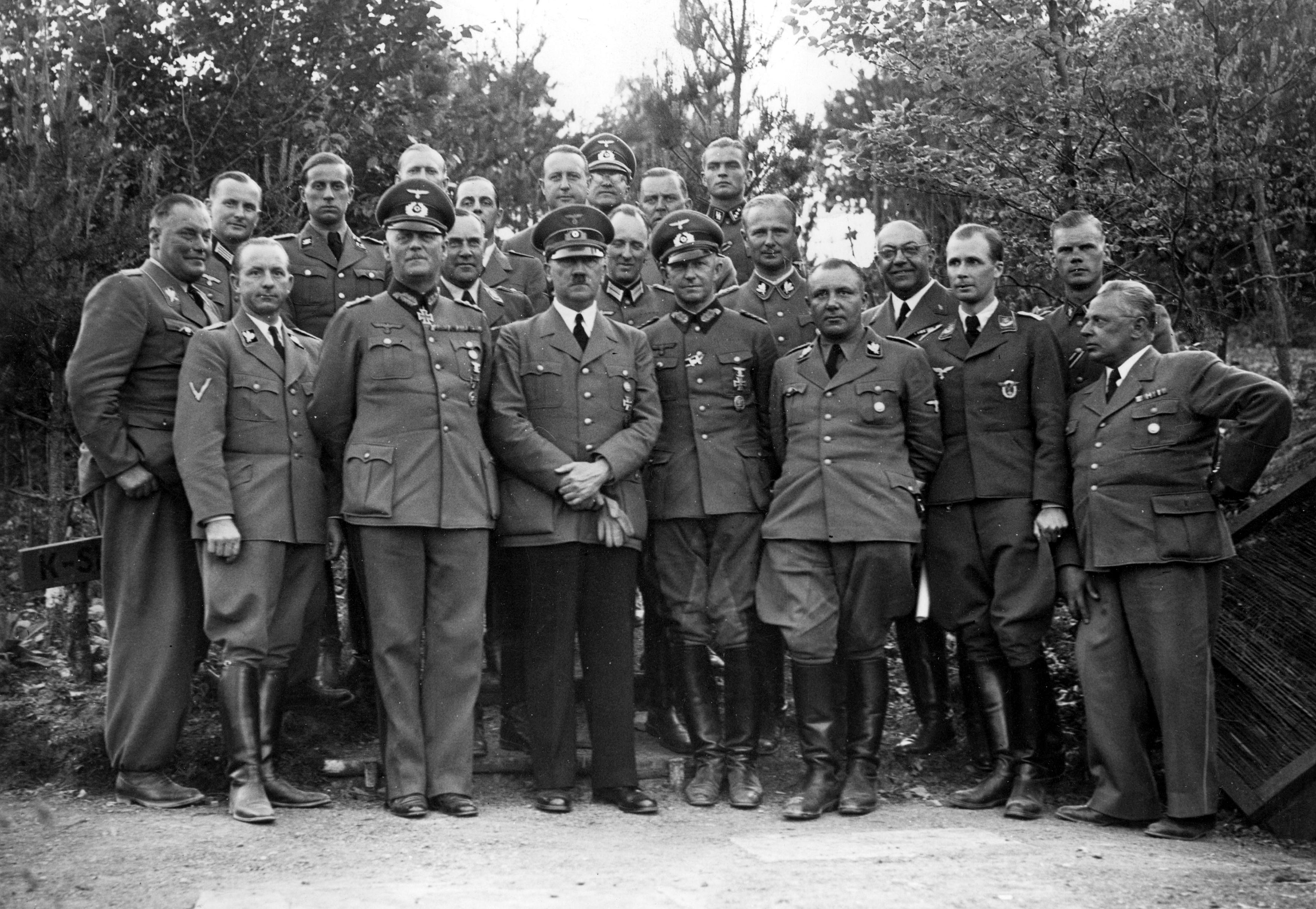
Ganz rechts Heinrich Hoffmann im Stab von Adolf Hitler im Juni 1940 vermutlich in Eselsberg in Bad Münstereifel-Rodert, in der Nähe des „K-Standes“ des Führerhauptquartiers Felsennest

Im August 1937 war Hoffmann in Hamburg maßgeblich an der Beschlagnahmung von Kunstwerken beteiligt, die in den Augen der Nationalsozialisten als „Entartete Kunst“ galten. Dieser Beschlagnahmungswelle fielen allein in der Hamburger Kunsthalle 770 Objekte zum Opfer. Im selben Jahr erhielt er von Hitler den Auftrag, die künstlerischen Exponate für die Große Deutsche Kunstausstellung auszuwählen. Dafür erhielt er bei der Eröffnung der Großen Deutschen Kunstausstellung im Münchener Haus der Kunst am 10. Juli 1938 von Hitler den Titel eines Professors als Ehrentitel. Anschließend wurde er Mitglied der Kommission zur „Verwertung der beschlagnahmten Werke entarteter Kunst“. Er hatte somit die Aufgabe, „entartete“ Kunstwerke gegen Devisen unter Ausschluss der Öffentlichkeit ins Ausland zu verkaufen. Andererseits bediente er sich beim NS-Kunstraub, so enthält der Vlug Report eine Liste von 30 Positionen, überwiegend Gemälden, unter anderem aus der Sammlung Alfons Jaffé, die Hoffmann von Kajetan Mühlmann aus Frankreich, Belgien und den Niederlanden von der Dienststelle Mühlmann erhielt.
Nach dem Anschluss Österreichs eröffnete Hoffmann im Herbst 1938 auch ein Atelier in Wien, Kärntner Ring 19, das sich ausschließlich mit Bildberichterstattung beschäftigte.
Im Januar 1940 wurde er Mitglied des Reichstages. Von 1939 bis 1944 gab Hoffmann die populärwissenschaftliche Zeitschrift Kunst dem Volk heraus, in der die nationalsozialistische Kunstauffassung vermittelt werden sollte.
Im April 1945 setzte sich Hoffmann nach seinem letzten Besuch bei Hitler nach Bayern ab und wurde im Mai in Oberwössen von der US-Armee festgenommen. Seine Fotohäuser in Nürnberg und Berlin waren mittlerweile durch Bomben zerstört und das Bildarchiv nach Winhöring ausgelagert worden. Im Juni verhörte man ihn in Altaussee zu seinen Verwicklungen in die Belange der NS-Raubkunst.

## Nach dem Zweiten Weltkrieg
Im Oktober 1945 wurde Hoffmann in das Zellengefängnis des Internationalen Militärgerichtshofs und anschließend in die so genannte „Zeugenvilla“ nach Nürnberg verlegt, wo er seine Archivbestände ordnen musste, um so Beweisdokumente für die Nürnberger Kriegsverbrecherprozesse zu sichern. Er blieb dort ein Jahr in Gewahrsam. Im Januar 1947 wurde das Entnazifizierungsverfahren gegen den „Leibfotografen“ und engen Freund Hitlers in München eröffnet. Hoffmann wurde zunächst als Hauptschuldiger (Gruppe I) eingestuft, Hoffmanns Professorentitel wurde am 15. November 1950 annulliert; gegen das Urteil des Gerichts, das eine Freiheitsstrafe von zehn Jahren verhängt hatte, legte er Rechtsmittel ein. Schließlich wurde er zu vier Jahren Haft und zur Konfiszierung seines gesamten Vermögens verurteilt, welches 1943 auf sechs Millionen Reichsmark geschätzt wurde und allein 278 Kunstwerke enthielt. Nach seiner Entlassung aus der Haft im Jahre 1950 siedelte er sich in dem Dorf Epfach an, rund 80 Kilometer südwestlich von München. In der Sowjetischen Besatzungszone wurden sämtliche Schriften und Bildbände Hoffmanns auf die Liste der auszusondernden Literatur gesetzt.
Nach der Haftentlassung stritt er bis 1956 vor Gericht gegen die Konfiszierung seines Vermögens. Letztlich wurden ihm 20 Prozent seines Vermögens zugesprochen. Laut dem entsprechenden Entnazifizierungsurteil sollte er 350.000 Mark zurückerhalten. Im Oktober ordnete das Finanzministerium in Bayern an, Hoffmann sämtliche Bilder herauszugeben, welche sich in der Staatsgemäldesammlung befanden. Sie bildeten Hoffmanns verbleibenden Vermögensanteil. Die Aushändigung war Ergebnis von Vergleichsverhandlungen von Hoffmann mit dem Finanzministerium. Die Herkunft der Bilder wurde vorher nicht geprüft, auch eine genauere Schätzung des Werts der Bilder unterblieb. Schon vor 1956 waren Bilder aus dem früheren Besitz von Hoffmann herausgegeben worden. Diese Bilder hatte Hoffmann angeblich vor Kriegsende verschenkt. So erhielt Hoffmanns Masseur 1955 das Carl-Spitzweg-Gemälde Der Angler, da er dies angeblich geschenkt bekommen hatte. Zur Übergabe brachte dieser Kajetan Mühlmann mit. Der SS-Mann war bis 1945 Hermann Görings Sonderbeauftragter für Kunst in den besetzten Ostgebieten. 1958 forderte die Republik Österreich zwei Bilder von Ferdinand Georg Waldmüller, als NS-Raubkunst, von der Staatsgemäldesammlung. Diese Bilder waren bereits 1954 als angebliche frühere Schenkung an Hoffmann-Vertraute gegangen. Ermittlungen wegen NS-Raubkunst gegen Hoffmann wurden nie aufgenommen.
Hoffmann bezeichnete sich trotz der Aberkennung des von Hitler verliehenen Professorentitels weiterhin eigenmächtig als „Professor“. Er begründete dies wie folgt: „Ich betrachte den Titel ›Professor‹[,] den ich jetzt noch führe und bisher geführt habe[,] nicht als Approbation, sondern lediglich als Titel“.
Hoffmann starb 1957 im Alter von 72 Jahren. Seine Grabstätte befindet sich auf dem Münchner Nordfriedhof.
Hoffmanns Witwe Erna lebte bis 1988 in dem gemeinsamen Haus mit dem ehemaligen Stummfilmstar Wera Engels zusammen. Im ZDF-Film Das Zeugenhaus von 2014 wird Heinrich Hoffmann von Udo Samel verkörpert.

## Hoffmann-Fotoarchiv nach 1945
Das zentrale Bildarchiv von Heinrich Hoffmanns Unternehmen wurde nach Kriegsende als Kriegsbeute von der US-amerikanischen Militärregierung beschlagnahmt. Bedeutende Anteile des Archivs befinden sich heute in den U.S. National Archives and Records Administration in Maryland. Die Bilder werden in den USA als public domain klassifiziert, da sie als früherer Nazi-Besitz betrachtet werden.
Der in Europa verbliebene kleinere Teil des Fotoarchivs befindet sich heute in der Bayerischen Staatsbibliothek in München.

## Publikationen zwischen 1933 und 1945
- Der Triumph des Willens – Kampf und Aufstieg Adolf Hitlers und seiner Bewegung, 1933
- Deutschland erwacht, 1933
- Jugend um Hitler, „Zeitgeschichte“ Verlag Wilhelm Andermann, Berlin 1934, (106 s/w-Fotos, Geleitwort: Baldur von Schirach).
- Parteitag der Macht. Nürnberg 1934. „Zeitgeschichte“ Verlag Wilhelm Andermann, Berlin 1934, (75 s/w-Fotos, Geleitwort: Baldur von Schirach).
- Hitler wie ihn keiner kennt, „Zeitgeschichte“ Verlag Wilhelm Andermann, Berlin 1935, (100 s/w-Fotos, Geleitwort: Baldur von Schirach).
- Adolf Hitler, Bilder aus dem Leben des Führers, 1936
- Die Weltausstellung Paris 1937, 100 Raumbild-Aufnahmen, 1937
- Fotos und Holzschnitt Reichsautobahn A2: Hannover – Bad Oeynhausen – Bielefeld, 1937
- Hitler Abseits vom Alltag, „Zeitgeschichte“ Verlag Wilhelm Andermann, Berlin 1937, (100 s/w-Fotos, Geleitwort: Wilhelm Brückner).
- Mussolini erlebt Deutschland, 1937
- Hitler baut Grossdeutschland im Triumph von Königsberg nach Wien, 1938
- Hitler bei dem Deutschen Turn- und Sportfest in Breslau 1938, 1938
- Hitler holt die Saar heim, „Zeitgeschichte“ Verlag Wilhelm Andermann, Berlin 1935, (70 Seiten, ohne Zählung, Bildband, Geleitwort: Josef Bürckel).
- Hitler in seinen Bergen, „Zeitgeschichte“ Verlag Wilhelm Andermann, Berlin 1935, (86 Bilddokumente, Geleitwort: Baldur von Schirach).
- Hitler in seiner Heimat, „Zeitgeschichte“ Verlag Wilhelm Andermann, Berlin 1938, (80 s/w-Fotos, Geleitwort: Otto Dietrich).
- Hitler in Italien, Verlag Heinrich Hoffmann, München 1938, (126 s/w-Fotos, Geleitwort: Otto Dietrich).
- Parteitag Großdeutschland. 79 Bilddokumente vom Reichsparteitag zu Nürnberg 1938, 1938
- Deutschlands Wiedergeburt: Weltgeschichtliche Stunden an der Donau, Texte von Dr. Karl Bartz, mit einem Geleitwort von Hermann Göring, Raumbild Verlag Diessen am Ammersee 1938;
- Das Antlitz des Führers, 1939
- Dr. Robert Ley und sein Weg mit dem deutschen Arbeiter zum Führer, 1939
- Ein Volk ehrt seinen Führer Der 20. April 1939 im Bild, 1939
- Hitler in Böhmen-Mähren-Memel, 1939
- Mit Hitler in Polen, 1939
- München. Die Hauptstadt der Bewegung., 1939
- Mit Hitler im Westen, 1940
- Stahl aus Luxemburg, 1942

## Publikationen nach 1945
- Hitler wie ich ihn sah. Aufzeichnungen seines Leibfotografen. Herbig, München und Berlin, 1974, ISBN 3-7766-0668-1.